# احدی
احدی (به انگلیسی: Ahdi) یک منطقهٔ مسکونی در پاکستان است که در پنجاب (پاکستان) واقع شده‌است.